# Mosaico di foresta e savana del Congo settentrionale
Il mosaico di foresta e savana del Congo settentrionale è un'ecoregione dell'ecozona afrotropicale, definita dal WWF (codice ecoregione: AT0712), che si estende dal Camerun all'Uganda, passando per la Repubblica Centrafricana, la Repubblica Democratica del Congo e il Sudan del Sud.

## Territorio
È un'ecoregione di savana che copre un'area di 708.100 km² in Africa centrale. Forma parte della fascia di mosaico di foresta e savana che separa le foreste dell'Africa equatoriale dalle savane tropicali, e comprende le savane alberate più settentrionali dell'Africa. Si estende dai monti del Camerun ad ovest, attraverso il centro del Camerun e il sud della Repubblica Centrafricana, al sud-ovest del Sudan del Sud e al nord-est della Repubblica Democratica del Congo. Include inoltre una ristretta zona del nord-ovest dell'Uganda. I fiumi Ubangui e Uele formano il confine meridionale dell'ecoregione, mentre il Bahr el Ghazal delimita quello orientale. Confina a nord e ad est con la savana sudanese orientale, a nord-est con le praterie inondabili del Sahara, ad ovest con il mosaico di foresta e savana della Guinea, le foreste degli altopiani del Camerun e le foreste costiere di Cross-Sanaga-Bioko, a sud-est con le foreste montane della faglia albertina, e a sud con le foreste di pianura del Congo nord-occidentale e le foreste di pianura del Congo nord-orientale. Il clima è tropicale di savana. In linea generale, presenta una stagione secca e una umida. Le precipitazioni annue medie, che aumentano procedendo verso sud, variano tra 1200 e 1600 mm. La maggior parte dell'ecoregione è costituita da un altopiano di circa 500 m di altitudine, che si eleva fino a 700 m nel settore occidentale.

## Flora

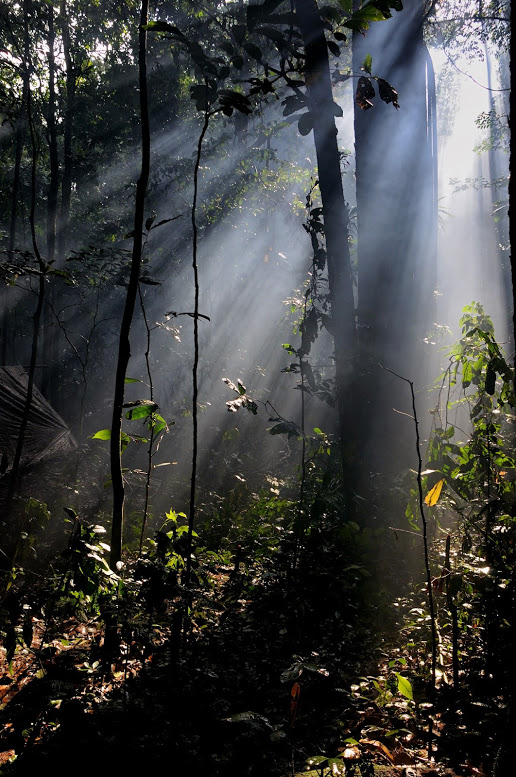
Squarcio di foresta tropicale in Repubblica Centrafricana

La flora è molto varia; nell'ecoregione si trovano foreste a galleria, savane alberate e savane erbose, con specie tipiche delle savane sudanesi del nord o delle foreste del Congo, più a sud.

## Fauna
I mammiferi caratteristici dell'ecoregione sono l'antilope derbiana (Tragelaphus derbianus), il bongo (T. eurycerus), il cobo (Kobus ellipsiprymnus), il kob (K. kob), l'eritrocebo (Erythrocebus patas), l'antilope roana (Hippotragus equinus), il bufalo cafro (Syncerus caffer), l'ippopotamo (Hippopotamus amphibius), la giraffa (Giraffa camelopardalis), il leone (Panthera leo) e il leopardo (Panthera pardus). Le foreste a galleria del parco nazionale della Garamba sono state fino a pochi anni fa la roccaforte degli ultimi esemplari di rinoceronte bianco settentrionale (Ceratotherium simum cottoni), mentre l'ultima popolazione di rinoceronte nero occidentale (Diceros bicornis longipes), anch'essa estintasi recentemente, sopravviveva all'estremità occidentale dell'ecoregione. La zona ospita varie specie endemiche di rettili e anfibi. Tra i primi, il serpente cieco Letheobia sudanensis, la lucertola Ichnotropis chapini e il colubro Hapsidophrys smaragdinus; tra i secondi, le rane Amnirana longipes, Hymenochirus boulengeri, Phrynobatrachus albomarginatus, Phrynobatrachus scapularis e Ptychadena ingeri. Il coccodrillo del Nilo (Crocodylus niloticus) è presente nei corsi d'acqua del nord dell'ecoregione.

## Conservazione
L'ecoregione è considerata in pericolo critico: l'instabilità politica, così come la crescita della popolazione, sono le principali minacce. Tra le aree protette dell'ecoregione vi sono il già ricordato parco nazionale della Garamba, nel nord-est della Repubblica Democratica del Congo, dichiarato patrimonio dell'umanità dall'UNESCO nel 1980, e il parco nazionale dello Mbam e Djerem, in Camerun.